# Stlačený zemní plyn

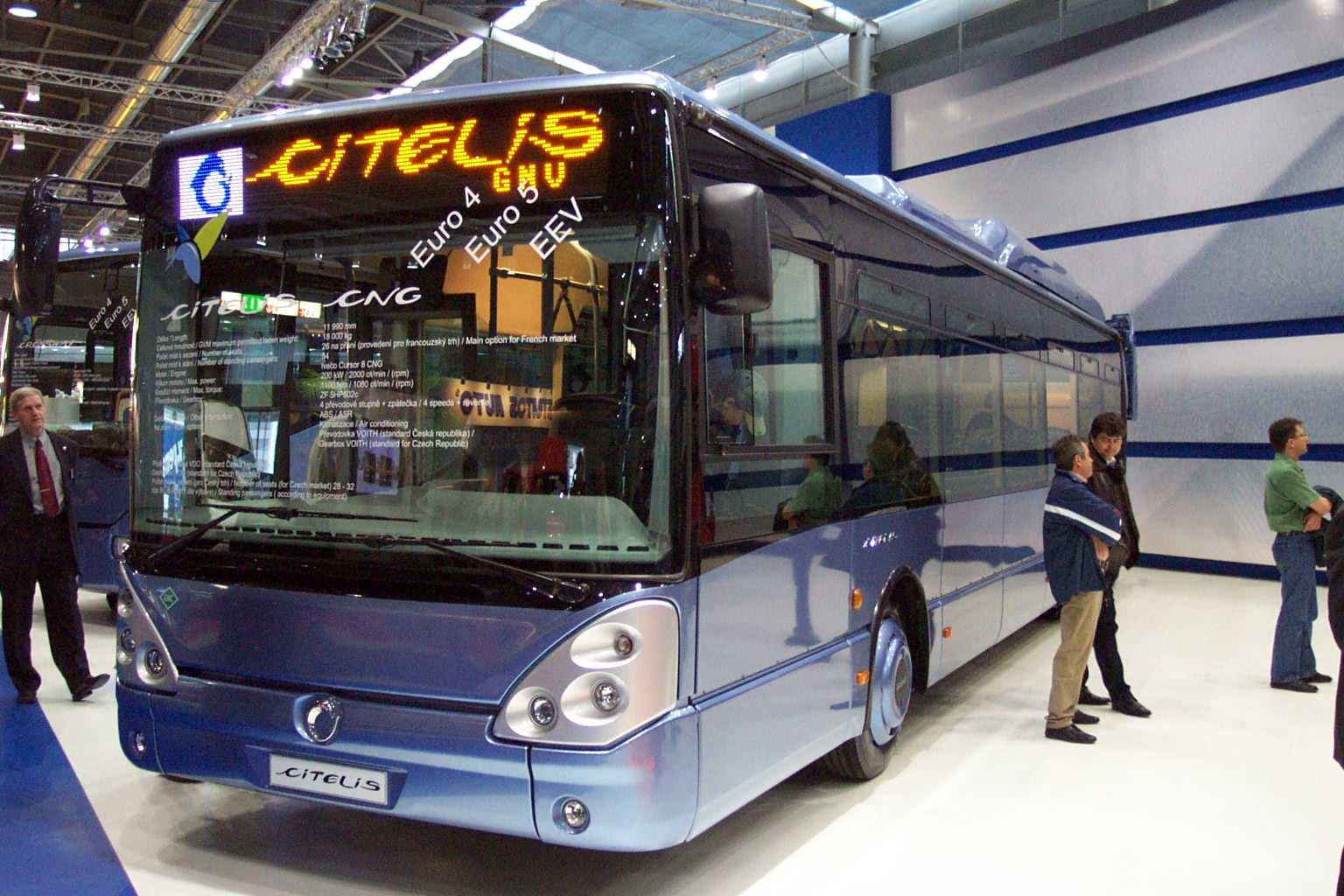
Irisbus Citelis 12M s pohonem na CNG (všimněte si nádrží na CNG na střeše vozu)

CNG (anglicky Compressed Natural Gas) je stlačený zemní plyn (metan). Používá se jako palivo pro pohon motorových vozidel a je považován za relativně čistější alternativu k benzínu a motorové naftě, ale také k LPG. Variantou metanu jako paliva je LNG, což je zkapalněný zemní plyn.
CNG je na rozdíl od LPG součástí koncepce ministerstva dopravy ČR na podporu ekologických paliv. Podpora a rozvoj infrastruktury pro CNG bude v nejbližších letech směřovat k masivnějšímu nasazení osobních, nákladních aj. užitkových vozidel (autobusy, manipulační technika), dle současného stanoviska až k 10% podílu CNG vozidel na celkovém počtu vozidel v ČR. Některé zdroje uvádějí, že koncepce je zmanipulovaná a znevýhodňuje účelově dosud rozšířenější LPG (propan-butan), jiné zdroje odkazují více na to, že je to důsledkem spojitosti zpracování ropy a výroby LPG. 
Přestavba motorů na CNG z dieselových motorů (ze vznětových na zážehové) snižuje emise na úroveň normy Euro 5 bez nutnosti dodatečného čištění výfukových plynů s výjimkou nespálených uhlovodíků (NMHC – Non-Methane Hydrocarbons), jejichž obsah naopak naroste a bývá proto pro takové motory legislativně omezen. Cena paliva je o něco nižší než cena nafty, proto je provoz na CNG ekonomicky výhodnější. Měrná jednotka CNG na plnicích stanicích je kilogram. Jeden kilogram CNG energeticky odpovídá asi 1,4 l benzínu nebo asi 1,3 l motorové nafty, resp. 1 litr CNG energeticky odpovídá asi 0,67 litru benzinu a 0,59 litru nafty. Při přepočtu na stejné jednotky (převod 1 kg CNG na cca 1,4 l benzínu) bylo CNG nejlevnějším palivem. V Česku je CNG zatíženo nižší spotřební daní než jiná paliva a vozidla a celé flotily s pohonem na CNG mohou uplatňovat osvobození od silniční daně.
Spotřební daň z CNG:
- 2007–2011 sazba 0 Kč/t (0 Kč/m³);
- 2012–2014 sazba 500 Kč/t (0,36 Kč/m³);
- 2015–2017 sazba 1 000 Kč/t (0,7 Kč/m³);
- 2018–2019 sazba 2 000 Kč/t (1,4 Kč/m³);
- od 2020 – sazba 3 355 Kč/t (2,36 Kč/m³), resp. minimální úroveň dle EU.[5]

Ekonomika provozu z rozdílu ceny paliva je proměnlivá (závisí na vývoji ceny paliv), další kritéria pro posouzení vhodnosti změny paliva na CNG je rozdíl mezi průměrnou spotřebou původního paliva a CNG. Spotřeba benzínu nebo motorové nafty je obvykle vyšší o několik procent (zde hraje roli více faktorů, mj. i styl jízdy a kvalita péče o motor), než spotřeba CNG.
Nevýhody provozu CNG vozidla
- v případě dodatečné zástavby: zmenšení zavazadlového nebo nákladového prostoru, kde jsou umístěny nádrže na CNG. Originální zástavby velikost zavazadlového prostoru zásadně neovlivňují, jsou zapuštěny do dna. U některých konkrétních typů vozidel na CNG se znemožní používání druhého (nižšího) dna a přítomnost rezervního kola.
- Řidší síť čerpacích stanic.
- VČesku je povolen vjezd vozidlům s nádržemi na CNG do podzemních garáží, pokud mají garáže nainstalována zařízení pro detekci úniku rizikových plynů a systém pro odvětrávání. Jinak může být vjezd LPG/CNG vozidel do těchto objektů zakázán (vozidla CNG mají proti LPG výhodu, plyn stoupá vzhůru, do mnoha podzemních garáží tedy CNG vozy mohou).
- Výkon motoru při pohonu na CNG může při dodatečné montáži klesnout o 5–10 %, zejména u atmosférických motorů. U originálních zástaveb výkon motoru na CNG neklesá, naopak tentýž motor při spalování CNG může mít výkon vyšší než při spalování benzínu..[6]
- Jízdní vlastnosti vozidla se mohou vinou extra hmotnosti nádrží významně změnit. Roli zde hrají umístění nádrží (např. zatížení zadní nápravy při umístění nádrží do kufru nebo místo rezervního kola vede k horší přilnavosti předních kol, která jsou většinou hnaná), a typ použité nádrže (ocelová – těžší, kompozitní – lehčí). U originálních zástaveb se už se změnou těžiště počítá a z výroby jsou CNG vozy vybaveny jinými typy náprav, nebo s jinak upraveným naladěním podvozku.

- Ekonomicky výhodný dojezd na CNG je kratší než dojezd na původní palivo. Proto je nutné častěji tankovat (tato nevýhoda se dá odstranit instalací objemnějších nádrží na CNG). Zatímco dojezd na CNG je omezený, tak celkový dojezd konkrétního modelu vozidla při vyčerpání obou nádrží může být naopak rekordní (ve srovnání se stejnými modely téže generace, vybavenými jinými typy paliva). Mezi výrobci, modely a generacemi vozidel však jsou podstatné rozdíly. Například 3. generace Škoda Octavia, nebo 7. generace Volkswagen Golf (obě před faceliftem) měly z tovární zástavby plnohodnotnou nádrž na benzín v objemu 45 litrů a 15kg CNG nádrž. Běžný dojezd na CNG byl 400 km, běžný dojezd na benzín pak 800 km. Kombinovaný dojezd 1200 km.
- Mírně dražší servis – periodicky jednou za 2 roky je předepsaná preventivní kontrola těsnosti systému. Při kontrolách na STK se však v praxi prověřuje pouze doba použitelnosti tlakových láhví, která je stanovena na 20 let od data výroby. Cena kontroly se různí dle servisního střediska. Podle pokynů výrobce tlakového zásobníku je povinná také revizní tlaková zkouška (interval je 10 až 20 let). Dvacet let je maximální doba životnosti CNG lahve. Rozsah běžného servisu vozidel je jinak shodný jako u téhož vozidla s benzínovou motorizací.

Starší informace:
- u některých modelů továrních CNG zástaveb VW group je známa výrobní vada. Konkrétní šarže modelů VW Caddy/Passat/Touran byly navrženy a vyrobeny tak, že mezi ocelovým zásobníkem a objímkou, držící zásobník na místě, dochází ke galvanické korozi. Důsledkem bylo zeslabení pláště tlakového zásobníku, které mohlo, a v některých případech mělo, za následek roztržení během tankování (tlak v nádrži může běžně dosáhnout hodnot přes 200 barů). V několika případech byly tyto nehody smrtelné. Automobilka spustila u dotčených vozidel svolávací akci a čerpací stanice v některých státech zavedly preventivní opatření:
  - před zahájením tankování musí řidič CNG vozidla u obsluhy identifikovat typ a model vozidla, u dotčených modelů se pak musí prokázat protokolem o provedené opravě vadného tlakového zásobníku CNG,
  - na výdejních stojanech je snížen plnicí tlak z dřívějších hodnot 220 bar na 180 až 200 bar. Toto opatření má mj. za následek pokles maximální možné kapacity naplnění. Např. u zásobníku vozidel s max. kapacitou 15 kg je po snížení tlaku možné naplnit zásobník jen na 13 až 14 kg. Dalším důsledkem je snížení už tak omezeného dojezdu čistě na CNG.

Výhody provozu CNG vozidla
- Od 1. 1. 2021 platí pro CNG vozy 50% sleva na dálniční známky [7]
- Zemní plyn je kvalitní vysokooktanové motorové palivo (okt. č. 128), jeho předností je tak snížené riziko opotřebení motoru „klepáním“.
- Při spalování CNG dochází k lepšímu směšování se vzduchem a tím i k rovnoměrnějšímu složení palivové směsi a plnění válců, což se může projevit vyšším výkonem motoru.
- CNG auta vykazují snížení hladiny hluku o 10–15 dB, podle stáří motoru a údržby vozidla.
- Výhodou CNG je nízká cena, nižší provozní náklady a výrazná úspora za pohonné hmoty (cca o 40 až 50 % ve srovnání s benzínem Natural 95). Na veřejných plnicích stanicích se cena udává v Kč/kg. Spotřeba paliva se udává také v m³ (1 m³ zemního plynu odpovídá z energetického hlediska cca 1 l benzínu). Pozn. Spotřeba na stojanech CNG je v kg (1 m³ je zhruba 0,71 kg CNG – přepočet se může hodit zejména pro domácí plničky).
- CNG je zatíženo minimální spotřební daní, která ale v budoucích letech poroste na minimální úroveň stanovenou EU.
- Vozidla na CNG jsou osvobozena od placení silniční daně. Tato výhoda se projevuje výrazně až u těžších vozidel s větším množstvím náprav, kde roční silniční daň dosahuje výše až 44 100 Kč (vizte zákon o dani silniční). Úspory u osobních vozidel na silniční dani jsou zanedbatelné.

Vlastnosti stlačeného zemního plynu (CNG)
Díky vysokému oktanovému číslu se jedná o čisté palivo, které nemá problémy se současnými i budoucími emisními limity. Je využíván v klasických benzínových motorech a je možné jej kombinovat s původním palivem. Této vlastnosti se využívá i tak, že je vozidlo vybaveno nádržemi na obě paliva a jejich dojezdy se sčítají. Např. vozidla využívající motor koncernu VW Group 1.4 TGI 81kW jsou většinou vybavena nádrží na 50 l benzínu N95 a nádrží na 15 kg CNG – kombinovaný dojezd na obě paliva je cca 1300 km. Praktický rekordní dojezd dvoučlenné posádky továrního vozidla vybaveného tímto motorem je 1700 km. Jeden m³ nestlačeného zemního plynu dodává 10,6 kWh. 
| složení:    | Obsahuje 96–98 % metanu.                                                                                    |
| skladování: | Plynné skupenství v tlakových nádobách                                                                      |
| hmotnost:   | Lehčí než vzduch, lze snadno odvětrat.                                                                      |
| kvalita:    | Jednotná díky propojené síti plynovodů. Rozdíl v základní surovině je dán geomorfologií místa vzniku plynu. |
| parkování:  | Lze parkovat v moderních odvětrávaných podzemních garážích.                                                 |

Dříve vyjmenované nevýhody určují v Česku CNG na nejčastější využití k pohonu městských autobusů. Autobusoví dopravci mají většinou své vlastní plnicí stanice, někdy přístupné i pro ostatní uživatele CNG osobních vozů v okolí.
Zemní plyn byl jako palivo do motorových vozidel používán už ve třicátých, čtyřicátých a padesátých letech 20. století. Většímu rozšíření však tehdy bránila omezená dostupnost zdrojů.
V Česku proběhla 25. 11. 2015 oslava překročení počtu 100 plnicích stanic na CNG. K 11. 2. 2021 je v ČR v provozu 217 veřejných CNG stanic. V Evropě bylo v lednu 2016 v provozu celkem 3060 plnicích stanic.
Zemní plyn (NG) se využívá u zážehových motorů (ve vznětovém cyklu nelze směs zapálit – má vyšší teplotu vzplanutí). Vyrábějí se motory přímo pro CNG (jako např. Irisbus na obrázku), které vznikly konstrukční úpravou vznětových. Zážehový (benzínový) motor se nepřestavuje, změní se (nebo přidá) palivový systém pro zemní plyn.
Auta mohou být dvoupalivová (většina modelů na českém trhu), mají dvě nádrže – na CNG a benzín. Naproti tomu motor konstruovaný přímo pro zemní plyn (Dedicated Natural Gas Engine, DNGE) dosahuje o něco lepších parametrů než motor původně benzínový, přizpůsobený spalování zemního plynu (jiný kompresní poměr, časování rozvodů, chlazení).
Rovněž nádrže na CNG u současných vozidel (Fiat, Opel, Volkswagen, Mercedes) jsou většinou zabudovány v podvozku vozidla a nezmenšují zavazadlový prostor. Některé užitné vlastnosti se vinou umístění rozměrných nádrží na CNG mohou změnit (např. není možné mít ve vozidle rezervní kolo, úložný prostor pro roletu zavazadlového prostoru, nelze využívat druhé, spodní, úrovně polohy zavazadelníku, apod.).
Místo rezervního kola je možné ale zakoupit samoopravovací pěnový sprej.
Pro případný defekt bočnice pneumatiky či jiné na místě neopravitelné závady nabízí některé pojišťovny odtah vozidla do 50 km do vybraného servisu v ceně povinného ručení.
V současné době je v nabídce několik motorizací a typů vozidel, která jsou určena pro spalování CNG už z výroby. Důvodem pro pořízení takového vozu může být mj. záruka od výrobce na vozidlo (na rozdíl od ztráty záruky při dodatečné přestavbě na CNG svépomocí), přizpůsobení vozidla na spalování CNG už z výroby (nastavení spalovacího cyklu, jiné součástky pro zvýšení odolnosti apod.). Mezi nejznámější vozidla s již hotovou zástavbou CNG z výroby patří (seznam není řazený chronologicky od prvního vozu uvedeného na trh):
- koncern VW Group – VW Passat, ve střední třídě VW Golf a sesterské vozy Škoda Octavia, Seat Leon, Audi A3; v nižších kategoriích SEAT Ibiza a crossover/SUV SEAT Arona; dále pak VW up! a sesterské Škoda citigo, Seat Mii; mezi užitnými vozy VW Caddy;
- Fiat Punto, Multipla, Panda, Qubo, Ducato, Doblo
- Opel Zafira, Combo,
- aj.

## Budoucnost pohonu CNG/LNG
Vývoj současných a budoucích koncepcí pohonu vozidel a strojů lze rozdělit na několik odlišitelných skupin, podle zdroje energie:
- elektřina (z baterií i solárních zdrojů),
- vodík,
- stlačený vzduch,
- CNG/LNG (metan),
- LPG (propan-butan),
- konvenční paliva (benzín, motorová nafta a jejich směsi),
- vícezdrojové pohony, vč. rekuperačních (např. hybridní pohon elektřina + vodík, CNG + benzín, LPG + benzín, atd.)

Protože vývoj více technologií najednou vyžaduje vysoké náklady a investice, je zájmem automobilových výrobců zvolit jen některé z uvedených zdrojů pohonů a ostatní upozadit. Tím bude možné alokovat vývojové kapacity a finanční zdroje do koncepčně podporovaných paliv.

### Národní akční plán (NAP) čisté mobility
V České republice je podle poslední známé koncepce, tzv. „Národního akčního plánu (NAP) čisté mobility“ do budoucna podporováno palivo, které nebude zvyšovat emise a sníží závislost dopravy na klasických kapalných palivech. Na podobném cíli staví i evropské strategické dokumenty, mj. směrnice o zavedení infrastruktury pro alternativní paliva.
Budoucím vývojem může, ale také nemusí dojít ke změně stávajících podmínek pro vývoj, výrobu a provoz vozidel na paliva různá od benzínu, motorové nafty a jejich směsí. Na současném trhu jsou díky podpoře růstu infrastruktury, nízkým cenám paliva i dostupnosti vozidel perspektivní zejména pohony na CNG a hybridy (např. Toyota Auris 514 900 Kč). Elektromobily (vozidla s výlučně elektrickým pohonem) v roce 2018 jsou s cenou začínající na 715 tis. Kč vč. DPH (Nissan Leaf) jen o 10% dražší než CNG modely (VW Golf TGI stojí 658 400 Kč).

### Postoj automobilek k vývoji motorů na CNG
Dva největší producenti CNG vozidel (s továrními motory pro CNG), tedy Volkswagen, AG a FIAT, SpA, volí každý jinou koncepci budoucích pohonů. VW již potvrdil, že bude pokračovat v produkci CNG vozidel. Kromě současné generace motoru 1.4 TGI a 1.0 MPI, které budou i v roce 2018 pokračovat, oznámil i nasazení motoru 1.5 TSI a 1.0 TSI, taktéž v úpravě pro spalování CNG. Tyto motory jsou k dispozici i ve vozidlech automobilky Škoda auto, která údajně bude během příštích let dodávat jeden z těchto 2 agregátů v úpravě pro spalování CNG do každého modelu v nabídce.
Směr vývoje největších producentů osobních a užitkových vozů se však více ubírá k elektrickému pohonu a hybridním technologiím.